# ホーエンローエ＝シリングスフュルスト内閣
ホーエンローエ＝シリングスフュルスト内閣（ドイツ語: Kabinett Hohenlohe-Schillingsfürst）は、ドイツ帝国の第3代内閣。バイエルン王国宰相を務めたクロートヴィヒ・ツー・ホーエンローエ＝シリングスフュルスト侯爵が6年間にわたり率いた。日清戦争後のロシア、ドイツ、フランスによる三国干渉の時の内閣である。

## 閣僚
| 役職                            | 画像 | 大臣                                                           | 任期                                                                              |
| ------------------------------- | ---- | -------------------------------------------------------------- | --------------------------------------------------------------------------------- |
| 帝国宰相 （プロイセン王国宰相） |      | クロートヴィヒ・ツー・ホーエンローエ＝シリングスフュルスト侯爵 | 1894年10月29日 - 1900年10月15日 （プロイセン宰相:1890年3月20日 ‐ 1900年10月17日） |
| 副宰相兼帝国内務大臣            |      | カール・ハインリヒ・フォン・ボエティッヒャー                   | 1890年3月31日 - 1897年7月1日                                                      |
| 副宰相兼帝国内務大臣            |      | アルトゥール・フォン・ポサドウスキー＝ヴェーナー伯爵           | 1897年7月1日 - 1907年6月24日                                                      |
| 帝国外務大臣 （プロイセン外相） |      | アドルフ・マルシャル・フォン・ビーベルシュタイン               | 1890年3月31日 - 1897年10月19日 1894年 - 1897年                                    |
| 帝国外務大臣 （プロイセン外相） |      | ベルンハルト・フォン・ビューロー                               | 1897年10月20日 - 1900年10月23日 1897年 - 1909年                                   |
| 帝国司法庁長官                  |      | アルノルト・ニーベルディング                                   | 1893年7月11日 - 1909年10月25日                                                    |
| 帝国海軍大臣                    |      | フリードリヒ・フォン・ホルマン                                 | 1890年4月23日 - 1897年6月18日                                                     |
| 帝国海軍大臣                    |      | アルフレート・ティルピッツ                                     | 1897年6月18日 - 1916年3月15日                                                     |
| 帝国郵政大臣                    |      | ハインリヒ・フォン・シュテファン                               | 1880年 - 1897年6月18日                                                            |
| 帝国郵政大臣                    |      | ヴィクトル・フォン・ポドビールスキー                           | 1897年 - 1901年                                                                   |
| 帝国財務大臣                    |      | アルトゥール・フォン・ポサドウスキー＝ヴェーナー伯爵           | 1893年 - 1897年7月1日                                                             |
| 帝国財務大臣                    |      | マックス・フォン・ティールマン男爵                             | 1897年7月2日 - 1903年                                                             |